# Kazumi Ohya
Kazumi Ohya (japanisch おおや 和美 Ohya Kazumi, * 20. März 1966) ist eine japanische Mangaka.

## Werdegang und Werk
Für den für Video produzierten Anime Be-Boy Kidnapp’n Idol von 1989 entwarf Ohya das Charakterdesign. Im gleichen Jahr erschien mit Nikai no A-Boy ihr erster kommerziell veröffentlichter Manga. 1990 erschien ihre kurze Serie Otohime Connection, die 1991 ebenfalls als Anime umgesetzt wurde. Es folgten viele weitere, meist kurze Serien, die sich an eine weibliche Leserschaft richten und meist romantische Geschichten erzählen. Etwa die Hälfte davon behandelt gleichgeschlechtliche Liebe zwischen Männern, ist also ins Genre Boys Love einzuordnen. Zu diesen zählen auch fast alle von Ohya auf Deutsch veröffentlichten Werke – mit Ausnahme von Dream Kiss, das 2006 als eine der ersten ihrer Serien auf Deutsch bei Egmont Manga erschien. Auch Ohyas längste Serie erschien ab 2007 bei Carlsen Manga auf Deutsch: Takumi-kun ist die Adaption einer Romanreihe und erzählt von der Liebe zwischen den Schülern eines Jungeninternats.

## Bibliografie (Auswahl)
- Nikai no A-Boy (二階のA-BOY, 1989, 1 Band)
- Otohime Connection (乙姫CONNECTION, 1990, 2 Bände)
- QP (1990, 2 Bände)
- Seikimatsu Teppen Boy (世紀末てっぺんＢＯＹ, 1990, 5 Bände)
- Boys in Heaven (1992, 1 Band)
- St. Pineapple Moon (Ｓｔ．パイナップル・ムーン, 1993–1994, 5 Bände)
- Lucky Crazy Super Star (1994, 1 Band)
- Tōrisugita Kisetsu (タクミくんシリーズ 通り過ぎた季節, 1994, 1 Band)
- Amnesia (1995, 1 Band)
- Hyper Baby (寶寶萬歲, 1995, 4 Bände)
- Nemuri Hime Age (眠り姫 Age, 1996–1998, 6 Bände)
- Ai no Joō: Butai Joyū Satsujin Jiken (藍の女王—舞台女優殺人事件—, 1998, 1 Band)
- Honey² Skip! (Honey²（ハニ・ハニ）スキップ, 1998, 2 Bände)
- Yumemiru Hanazono (夢見る花園, 1998, 1 Band)
- Makin' Purple (1999–2000, 1 Band)
- Kare to Tsuki no Kyori (タクミくんシリーズ 彼と月との距離, 2000, 1 Band)
- Dream Kiss (夢Chu↑ Yume Chu, 2000–2001, 4 Bände)
- Takumi-kun (2000–2008, 8 Bände)
- Citrus Eyes (シトラス・アイズ, 2002, 1 Band)
- Suki nara Suki tte Ie yo! (スキならスキって言えよ, 2002, 1 Band)
- Kimi ni Hanakazari – Seikimatsu Teppen Boy (君に花飾り -新世紀末てっぺんBOY-, 2003, 1 Band)
- Pink Prisoner (ピンク♥プリズナー, 2003, 1 Band)
- Oasis Project (オアシス計画 Oasis Keikaku!, 2003, 1 Band)
- Me wo Tojireba Itsuka no Umi (目を閉じればいつかの海, 2004, 1 Band)
- Gekkō Teien (月光庭園, 2004, 2 Bände)
- Himeyaka na Delta (秘めやかなデルタ, 2004, 1 Band)
- Musume Fusahose (むすめふさほせ, 2004–2005, 1 Band)
- Mimi wo Sumaseba Kasukana Umi (耳をすませばかすかな海, 2005, 1 Band)
- Te wo Nobaseba Harukana Umii (手を伸ばせばはるかな海, 2005, 1 Band)
- Another Summer Kishi’s (アナザー・サマー・騎士'S, 2006, 1 Band)
- Ai wo Chōdai! (愛をちょ～だい!, 2006–2009, 4 Bände)
- Utsukushi Hito (美しいひと, 2007, 1 Band)
- Amai Yatsura (甘いやつら, 2008, 3 Bände)
- Hakō Yori Haruka (波光より、はるか, 2009, 1 Band)
- Love Incantation (恋の呪文 Koi no Jumon, 2009, 1 Band)
- Tada Aoku Hikaru Oto (ただ青くひかる音, 2009, 1 Band)
- Love Hour (恋の時間 Koi no Jikan, 2010, 1 Band)
- Stand By Me (2010–2014, 3 Bände)
- And we do love (そして僕らは恋をする Soshite Bokura wa Koi o Suru, 2012, 1 Band)
- Bittersweet Honey (ビタースウィート・ハニー, 2012, 1 Band)
- Second Paradise (2012, 1 Band)
- Sono Onna ni Koisuru Bekarazu (その女に恋するべからず, 2012, 2 Bände)
- Mendō na Otoko ni Sukaretara (面倒な男に好かれたら, 2013, 1 Band)
- Sukitte Iitai (好きって言いたい, 2013, 1 Band)
- Tenshi wa Yajū no Hanayome (天使は野獣の花嫁～パーフェクト・ウェディング～, 2013, 1 Band)
- Story 311 (ストーリー311, 2013, 2 Bände)
- Anata no Suki na Hito ni Tsuite Kikasete (あなたの好きな人について聞かせて, 2014, 1 Band)
- Futsutsukamono desu ga (ふつつかものですが, 2014–2017, 4 Bände)
- After School Dates (放課後、あいましょう。 Hōkago Aimashō, 2015, 1 Band)
- Jōshi to Kosodate Dōsei Chu (上司と子育て同棲中！？, 2015, 1 Band)
- After School Dates Re. (放課後、あいましょう/Re. Hōkago Aimashō Re., 2016, 1 Band)
- Shiawasenara Iijanai (幸せならいいじゃない, 2016, 1 Band)
- Chibi Kamisama no Hatsukoi Musubi (ちび神さまの初恋むすび, 2017, 1 Band)
- Motto Motto, Aimashō. (もっともっと、あいましょう。, 2017, 1 Band)
- Kasumigaseki de Chushoku wo Sandome no Shōjiki (霞が関で昼食を　三度目の正直, 2018, 1 Band)
- Sweet Chase (2018, 1 Band)
- Patio no Ōsamatachi (パティオの王様たち, 2018, 4 Bände)
- Saki Giichi no Yuganaru Seikatsu (崎義一の優雅なる生活, 2019, 1 Band)
- Hanagasaku-goro wo Muko ni Dōzo. (花が咲く頃 お婿にどうぞ。, seit 2021)